# Haplogrups mitocondrials humans

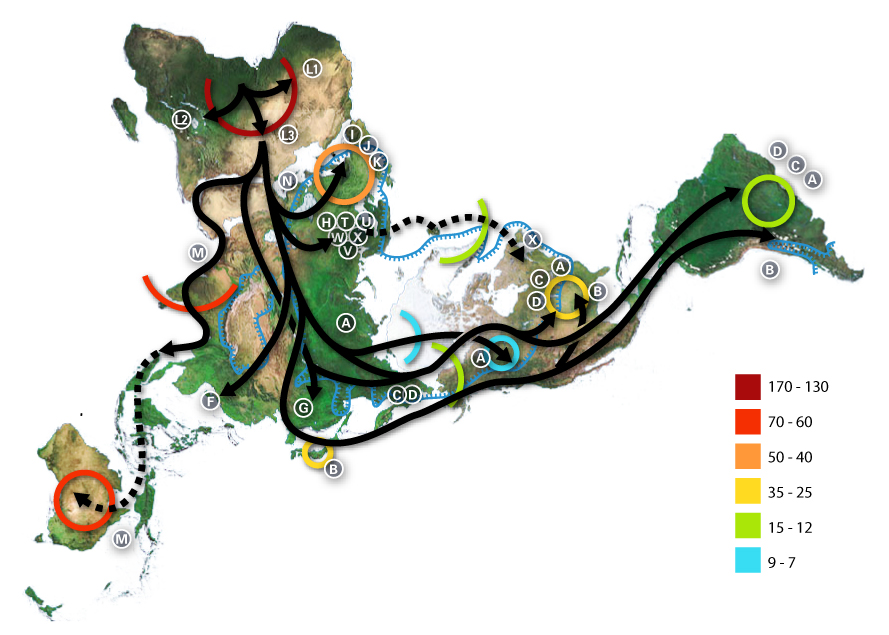
Mapa hipotètic de l'emigració humana basada en l'ADN mitocondrial amb el Pol Nord al centre. Àfrica, que alberga l'inici de la migració, es troba a la part superior esquerra i Amèrica del Sud a l'extrem dret. Els patrons de migració es basen en estudis d'ADN mitocondrial (matrilineal). Les lletres representen els haplogrups mentre que els colors i els números representen milers d'anys abans del present.

Els haplogrups mitocondrials humans són haplogrups definits per diferències en l'ADN mitocondrial humà. Aquests haplogrups mostren l'herència matrilineal dels éssers humans moderns des dels seus orígens a Àfrica i la consegüent distribució a tot el globus.
Els haplogrups coneguts tenen assignats diferents lletres:
A, 
B, 
C, 
D, 
E, 
F, 
G, 
H, 
HV, 
I, 
J, 
K, 
L1, 
L2, 
L3, 
M, 
N, 
Q, 
R, 
T, 
U, 
V, 
W,
X, i
Z.
La dona a l'arrel d'aquest grup és l'ancestre comú més recent per via matrilineal de tots els éssers humans moderns. És anomenada normalment com a Eva mitocondrial.

## Relació evolutiva
Les relacions precises entre els diferents haplogrups humans d'ADN mitocondrial són objecte de debat acadèmic.
| - Haplogrup L1 - Haplogrup L2 - Haplogrup L2a - Haplogrup L2b - Haplogrup L2c - Haplogrup L2d - Haplogrup L3 - Haplogrup M - Haplogrup N - Haplogrup M1 - Haplogrup CZ - Haplogrup C - Haplogrup Z - Haplogrup D - Haplogrup E - Haplogrup G, - Haplogrup Q | - Haplogrup N1a - Haplogrup N1b - Haplogrup A - Haplogrup I - Haplogrup W - Haplogrup X - Haplogrup R - Haplogrup Y - Haplogrup B, - Haplogrup F, - Haplogrup JT - Haplogrup J - Haplogrup T - Haplogrup U - Haplogrup K - Haplogrup U1 - Haplogrup U2 - Haplogrup U3 - Haplogrup U4 - Haplogrup U5 - Haplogrup U6 - Haplogrup U7 - Haplogrup U8 - Haplogrup pre-HV - Haplogrup HV - Haplogrup H - Haplogrup V |

### En format de taula
| Haplogrups mitocondrials humans |                  |    |    |    |    |    |    |    |    |    |    |    |        |        |    |        |        |   |    |    |  |   |   |   |   |    |    |    |    |  |
|                                 | Eva mitocondrial |    |    |    |    |    |    |    |    |    |    |    |        |        |    |        |        |   |    |    |  |   |   |   |   |    |    |    |    |  |
| L0                              |                  | L1 | L1 | L1 | L1 | L1 | L1 | L1 | L1 | L1 | L1 | L1 | L1     | L1     |    |        |        |   |    |    |  |   |   |   |   |    |    |    |    |  |
| L0                              | L2               | L3 | L3 | L3 | L3 | L3 | L3 | L3 | L3 | L3 |    |    |        |        |    |        |        |   |    |    |  |   |   |   |   | L4 | L5 | L6 | L7 |  |
| L0                              | L2               |    |    |    | M  | M  | M  | M  | M  | N  | N  | N  | N      | N      | N  | N      |        |   |    |    |  |   |   |   |   | L4 | L5 | L6 | L7 |  |
| L0                              | L2               | CZ | CZ | D  | E  | G  | Q  |    | A  | I  | O  |    |        | R      | R  | R      |        |   |    |    |  | S | W | X | Y | L4 | L5 | L6 | L7 |  |
| L0                              | L2               | C  | Z  | D  | E  | G  | Q  | B  | A  | I  | O  | F  | pre-HV | pre-HV |    | pre-JT | pre-JT | P | UK | UK |  | S | W | X | Y | L4 | L5 | L6 | L7 |  |
| L0                              | L2               | C  | Z  | D  | E  | G  | Q  | B  | A  | I  | O  | F  | HV     | HV     | JT | JT     | U      | P | K  |    |  | S | W | X | Y | L4 | L5 | L6 | L7 |  |
| L0                              | L2               | C  | Z  | D  | E  | G  | Q  | B  | A  | I  | O  | F  | H      | V      | J  | T      | U      | P | K  |    |  | S | W | X | Y | L4 | L5 | L6 | L7 |  |

### Altres formes
Per a un esquema de la divisió dels haplogrups vegeu l'esquelet d'en Vincent Macaulay. 
Per informació de les mutacions que caracteritzen cada haplogrup vegeu la taula dels motius de l'ADNmt. 